# Fai bei sogni
(Victor Hugo, I miserabili, citato in Massimo Gramellini, Fai bei sogni, cap. XXV)
Fai bei sogni è un romanzo autobiografico di Massimo Gramellini pubblicato nel 2012 per Longanesi. L'autore racconta il proprio percorso interiore per superare il dolore e il senso di abbandono dovuto alla morte della madre sopraggiunta quando lui aveva nove anni.
Il libro ha riscosso un grande successo di pubblico arrivando in vetta alle classifiche di vendita e rimanendo fra i primi 10 per più di 50 settimane. Nel 2016 ne è stato tratto un film con lo stesso titolo, diretto da Marco Bellocchio.

## Struttura
Il libro è suddiviso in sette parti, ognuna titolata con una frase, che è la stessa che apre il primo capitolo di ogni parte. I sette segmenti del romanzo sono dunque:
- Quarant'anni prima
- Almeno David Copperfield aveva una zia
- Poiché la realtà si era rivelata una tiranna sanguinaria
- Ogni ragazzo ha una fuga dentro il cuore
- Seguirono momenti duri e letterari
- L'inevitabile mi colse alla sprovvista
- Quanto tempo era trascorso

La prima parte è inoltre preceduta da un'introduzione - non titolata - e il romanzo nel complesso si conclude con un'inserzione comprendente i ringraziamenti e un'appendice, titolata A sogni fatti.

## Trama
Il romanzo inizia nel presente e si svolge come un lungo flashback che termina pochi capitoli prima della conclusione.
La mattina del 31 dicembre del 1969 Massimo, un bambino di nove anni, dopo essersi svegliato, trova in corridoio il padre sconvolto e sorretto da due uomini. Lui viene mandato a trascorrere alcuni giorni dai vicini senza alcuna spiegazione. Qualche giorno dopo un giovane sacerdote, soprannominato Baloo e capo della sezione scout di Massimo, si assume il difficile compito di spiegare al piccolo che la mamma non c'è più.
Il corpo della donna viene appoggiato nel salotto di casa per l'estremo saluto ma Massimo si rifiuta di vederla convinto che presto tornerà. Il protagonista, cresciuto e divenuto giornalista, passa dal giornalismo sportivo alla politica e nel 1993 viene inviato a Sarajevo per seguire gli eventi bellici. Qui incontra Salem, orfano a causa di una bomba e ferito allo stomaco da un cecchino. Chiede aiuto a un benefattore del luogo per portare il piccolo in Italia, ma la morte è più veloce e prende Salem con sé.
Dopo un matrimonio fallito, Massimo incontra la sua anima gemella, Elisa, che lo aiuterà ad affrontare le sfide provenienti dall'infanzia. Ispirandosi alla propria vicenda, scrive il suo primo romanzo dal titolo L'ultima riga delle favole in cui il protagonista è orfano di madre. Dalla lettura del libro, l'amica del cuore della madre, chiamata Madrina, intuisce che Massimo non ha mai saputo la verità sulle modalità della morte della mamma (suicidio).
A questo punto il racconto esce dalla lunga analessi e si riaggancia al presente: si scopre così il contenuto della busta marrone, allungata da Madrina a Massimo all'inizio della storia.
Massimo è convinto che con l'aiuto di Elisa riuscirà a superare il dolore della perdita e capisce che solo il perdono può salvargli la vita.

## Edizioni
- Massimo Gramellini, Fai bei sogni, Longanesi, 2012,  p. 216, ISBN 978-88-304-3394-6.